# Терал (Оклахома)
Терал (енгл. Terral) град је у америчкој савезној држави Оклахома.

## Демографија
По попису из 2010. године број становника је 382, што је 4 (-1,0%) становника мање него 2000. године.
| Група             | 2000.       | 2010.       |
| Белци             | 306 (79,3%) | 295 (77,2%) |
| Афроамериканци    | 0 (0,0%)    | 0 (0,0%)    |
| Азијати           | 0 (0,0%)    | 1 (0,3%)    |
| Хиспаноамериканци | 63 (16,3%)  | 69 (18,1%)  |
| Укупно            | 386         | 382         |